# Koen D'haene
Koen D'haene (Wevelgem, 14 februari 1964) is een Vlaams auteur en tijdschriftredacteur. Van opleiding is hij leraar Nederlands en gegradueerde bibliotheekwetenschappen. Hij is stafmedewerker in de bibliotheek van Wevelgem en docent informatiekunde aan de Arteveldehogeschool in Gent. Hij schrijft zowel voor kinderen, jongeren als volwassenen. 

## Biografie
Koen D’haene was in zijn jeugd maatschappelijk geëngageerd in het jeugdhuiswerk en in de wereldwinkel. Hij studeerde voor leraar Nederlands-geschiedenis aan het Sint-Thomasinstuut in Brussel. Zijn studiejaren in de Brusselse Marollenwijk bracht hij in herinnering  in zijn misdaadromans IJs (2016) en Zand (2020). D'haene was korte tijd leraar in middelbare scholen in Wevelgem en Kortrijk. In 1986 ging hij aan de slag in de bibliotheek van Wevelgem, waar hij nog altijd actief is als stafmedewerker. Van 1998 tot 2018 was hij docent aan de bibliotheekopleiding in Brugge en sinds 2018 gastdocent aan diverse bibliotheekopleidingen in Gent.
In 2000 verscheen zijn eerste jeugdboek na een reis naar New York. De hel in New York is een rauw verhaal over straatkinderen in de Bronx. Later verscheen De oversteek, een verhaal dat zich afspeelt in de Eerste Wereldoorlog en teruggrijpt naar de verhalen over zijn naar Amerika uitgeweken grootoom Aloïs. Valsspeler is een verhaal over pesten op school. D'haene verwerkte er zijn engagement uit zijn jeugdjaren in. In 2010 verscheen Gek van een eiland, een vakantieverhaal over de relatie tussen Wout en zijn moeder dat zich afspeelt op het Waddeneiland Terschelling. In Ketters van de Kemmelberg (2017), een historische jeugdroman die zich afspeelt in de zestiende eeuw in Vlaanderen, reiken werkelijkheid en fantasie elkaar de hand. In 2025 schreef D'haene een jeugdroman die aansloot bij de stijl en de thematiek van zijn eerste publicaties. In De Wedstrijd vertelt hij het verhaal van de broers Robbie en Juan die elk op hun manier proberen los te komen van hun strenge vader en zo een stap zetten naar een eigen leven en de volwassenheid. In het boek kijkt de auteur ook nostalgisch terug op zijn eigen jeugdjaren bij het jeugdvoetbal en het jeugdhuis.
Het kinderboek Een hoofd vol rommel (2013) is het verhaal van Silke en haar depressieve en aan alcohol verslaafde moeder. De plannetjes van papa (2015) is een kinderboek over Siemen en zijn papa die twijfelt tussen ernst en luim. Het boek is geïllustreerd door Ellen Loncke. Bij de educatieve uitgeverij Die Keure verschenen de kinderboeken Drie meisjes van Ieper en Tragedie op de Matterhorn, telkens met tekeningen van Ellen Loncke, en Groeten aan Peter, geïllustreerd door Kris Seynhaeve. Bij uitgeverij Van In verscheen Verwikkeld in een leugen, een kinderboek met tekeningen van Pieter Fannes.
In de zomer van 2016 verscheen bij de Nederlandse uitgeverij LetterRijn IJS, de eerste misdaadroman van de auteur. De roman speelt zich vooral af op de flanken van de Dent Blanche in Wallis (Zwitserland). In deze duistere relatieroman verwerkte de auteur herinneringen en anekdotes uit zijn jeugdjaren op vakantie in Zwitserland en aan zijn studententijd in Brussel. In 2020 verscheen Zand, het zelfstandig leesbare vervolg op IJs. Deze roman speelt zich af op het Waddeneiland Schiermonnikoog en gaat verder op zoek naar de raadsels en mysteries rond de personages Mats en Sarah. Rots (2021), het sluitstuk van de trilogie, speelt zich af in de streek van Remouchamps in de Belgische Ardennen. 
D'haene geeft vaak lezingen in scholen en bibliotheken en werkt regelmatig mee aan literaire projecten. Samen met dove en slechthorende jongeren van het Koninklijk Instituut Spermalie in Brugge schreef hij het verhaal De hel in Brugge. Hij schreef o.m. ook gelegenheidsverhalen voor Het huis van de Sint in Kortrijk, het Davidsfonds in Lauwe, de bibliotheek van Nazareth, GBS De Graankorrel in Wervik, de jeugddienst van Wevelgem en het Wereldmuziekfestival Kokopelli in Gullegem.
In 2012 werd een 'Bloemspeling' uit zijn werk opgevoerd tijdens een theaterproject o.l.v. regisseur Jan Vanaudenaerde in het cultuurcentrum van Wevelgem. In 2014 werd zijn jeugdroman De oversteek bewerkt tot toneelvoorstelling door muziektheater Zazoe (jeugdtheater) en door Gregoriusgilde Wevelgem (volwassen amateurtheater). In 2014 schreef hij de toneeltekst Mensen in uniform voor de theaterwandeling Theater Lokaal  in Wevelgem. In deze tekst evoceert hij de eerste oorlogsmaanden (augustus-december 1914) in de West-Vlaamse gemeente. Ook voor Theater Lokaal schreef hij in 2018 de theatertekst Moordsele en in 2020 Op weekend.
D'haene stelde met Rik Vanwalleghem en Rudy Neve het jubileumboek Gent-Wevelgem 75 samen, dat verscheen n.a.v. de 75ste editie van de wielerklassieker (uitg. Kannibaal, december 2012). Hij schreef een hoofdstuk voor De dag dat Emmanuel Dedeckere, heer van stand, in Brugge werd begraven, een roman waarvoor 25 auteurs elk een hoofdstuk schreven (uitg. Zorro, 2016). Zijn hilarisch misdaadverhaal 'Sterke mannen' verscheen in Onder druk, een bundel misdaadverhalen (uitg. LetterRijn, 2021).   
In februari 2016 en 2017, oktober 2019 en november 2023 was D'haene writer in residence in het 'Lijsternest' (Streuvelshuis) in Ingooigem. In de winters van 2019 en 2022 was hij schrijversgast in 'Het Huis van de Dichter' in Watou. 
D’haene is sinds 2000 bestuurslid en sinds 2021 voorzitter van VWS, de Vereniging van West-Vlaamse schrijvers. Hij redigeerde het tijdschrift VWS-cahiers (2000-2014) en was medeauteur en eindredacteur van het Lexicon van West-Vlaamse schrijvers (6 delen, 2008-2013). Sinds 2015 voert hij de eindredactie van Jaarwerk, het jaarboek van de VWS. Ook voor deze vereniging schreef hij in 2008 de monografie Een slimme jongen die goed kan vertellen over de theoloog en cartograaf Petrus Plancius uit Dranouter (VWS-cahier 248) en in 2013 Veel meer dan meisje van de zee, over jeugdschrijfster en auteur van maritieme boeken en reportages Katrien Vervaele (VWS-cahier 274).
D’haene woont in Wevelgem. Hij is getrouwd en is vader van twee volwassen zonen.

## Literaire prijzen
De boeken van D'haene werden drie keer bekroond: De hel in New York kreeg de derde prijs van de Kinder- en Jeugdjury Limburg 2001 en De oversteek werd genomineerd voor de Kleine Cervantes, de jeugdliteratuurprijs van de stad Gent en voor de prijs van de Kinder- en Jeugdjury Limburg in 2002.
In 2018 kreeg Koen D'haene de eerste cultuurprijs van de gemeente Wevelgem. 